# Canard PC
Cet article possède un paronyme, voir Canard WC.
Pour les articles homonymes, voir Canard (homonymie) et CPC.
Canard PC (CPC) est un magazine mensuel et un site web français consacré aux jeux vidéo sur PC et jeux de plateaux, édité par Presse Non-Stop,,. Il se distingue principalement d'autres magazines similaires par son ton humoristique et la variété des sujets traités : le matériel informatique, la législation des supports numériques, ou encore des sujets artistiques, culturels ou techniques plus généraux.
Initialement hebdomadaire puis bimensuel à partir de 2007, le magazine annonce son passage en diffusion mensuelle à partir de juillet 2018.

## Historique
La rédaction est composée d'anciens membres du mensuel Joystick ,, qui décident de quitter le magazine jusqu'alors détenu par Hachette Filipacchi Médias (ou Disney Hachette Presse) lorsqu'il se fait racheter par le groupe Future France,. Avec un style humoristique incisif, cette rédaction fait la réputation du magazine. Le magazine est édité par Presse Non-Stop, une SAS détenue à 75 % par la rédaction, le reste étant détenu par Materiel.net et Gandi SAS, et créée à l'origine spécifiquement pour Canard PC.
Le premier numéro de Canard PC arrive dans les kiosques français le 26 novembre 2003. Ce numéro « collector » est ensuite mis à disposition gratuitement en PDF début 2004 sur le site du journal,. Le premier hors-série de Canard PC, consacré au matériel informatique, sort le 1er décembre 2004
Canard PC adopte un format hebdomadaire pour se différencier des autres magazines de jeux vidéo et pour offrir une actualité plus réactive que les mensuels. Le 1er janvier 2007, le magazine devient bimensuel et paraît le 1er et le 15 de chaque mois.
Alors que la plupart des magazines de jeux vidéo offrent un bonus sous forme de CD ou DVD, cet hebdomadaire se consacre exclusivement au format papier, pour des raisons économiques notamment[réf. souhaitée]. Depuis le numéro 57, sorti le mercredi 16 février 2005, un partenariat avec Metaboli permet de télécharger une sélection de fichiers rassemblés pour les lecteurs.
La mascotte, un lapin, est dessinée par Didier Couly qui réalisait aussi les bandes dessinées dans Joystick avant de suivre le reste de la rédaction au sein de Canard PC.
L'équipe déménage une première fois début avril 2006, du 14-15 rue Soleillet vers le 15 place de la Nation. Début 2009, la rédaction du magazine quitte Paris pour Pantin, ville de banlieue parisienne. Durant l'été 2010, l'équipe déménage à nouveau pour retourner à Paris, dans les locaux qui ont vu naître le magazine. En mai 2017, la rédaction du journal s'installe boulevard Macdonald. En décembre 2019, l'équipe quitte une nouvelle fois Paris pour s'installer à Malakoff.
Le magazine a toujours été spécialisé PC mais il s'est ouvert de manière plus marquée aux consoles (comme le montre le sous-titre du magazine « le magazine du jeu vidéo PC et Consoles » depuis 2013) depuis leur ouverture aux jeux indépendants. À la suite de ce changement le magazine a ajouté seize pages aux 64 pages d'auparavant.
En 2016, une première campagne de financement participatif sur Kickstarter, permet de lancer un site web par abonnement reprenant les articles du magazine papier.
Les coûts de distribution imposés par Presstalis mettent le magazine en difficulté financière, une seconde campagne de financement participatif est organisée en 2018 pour sauver le magazine et continuer le développement du site web. Le format de publication papier devient mensuel au 1er juillet 2018,.
Après la crise de la Covid-19, une troisième campagne de financement participatif est lancée afin d'améliorer le site internet. Le magazine augmente alors sa production de vidéo diffusée via ses chaines Twitch et YouTube.
Le 18 décembre 2024, après deux ans passés au sein de l'entreprise, Furolith, le rédacteur en chef de Canard PC Hardware, annonce son départ. Le lendemain, il est suivi par Izual, le rédacteur en chef adjoint de Canard PC.
Le 6 janvier 2025, la société Presse Non-Stop, auquel appartient Canard PC, cesse toute activité sur X (ex-Twitter), dénonçant un réseau social devenu « hostile aux médias par principe » et « promouv[ant] les personnalités et opinions d’extrême droite au détriment de toutes les autres », depuis son rachat par Elon Musk fin 2022. Le groupe incite à le retrouver sur d’autres plateformes, comme Bluesky et Mastodon.

## Système de notations
Dans un premier temps, le magazine notait les jeux sur 100, puis est passé à une notation sur 10. La rédaction du magazine a voulu supprimer le système de note, mais il est revenu par la suite.

## Rubriques

### Principales rubriques
Actualité : Canard PC commence toujours par plusieurs pages d'actualité. Elles concernent en général le monde informatique dans sa globalité, avec une préférence pour les jeux vidéo, mais on peut aussi y trouver des informations insolites d'ordre plus général (actualité, politique).
Tests jeux vidéo : Les jeux sont généralement notés sur une échelle de 0 à 10 et des encadrés soulignent certains points particuliers du jeu. Dans quelques cas la notation peut être abandonnée et remplacée par une mention humoristique.
Dossier : article de fond sur des sujets liés aux jeux vidéo.
Tests hardware : tests de matériels informatiques et techno.
À venir : Présentations détaillées de jeux à venir ou en bêta-tests.
En chantier : Essais de jeux en accès anticipé, cette rubrique ne donne pas de note mais seulement un conseil de type : attendez, fuyez ou sans danger.
Papier culture : Cette rubrique parle de livres, de disques, de films, de nourriture, de vêtements, ou encore de séries télévisées.

### Autres rubriques ou anciennes rubriques
Plume Pudding : Rubrique composée du Cabinet des curiosités, de l'actualité en ligne mais aussi d'autres articles plus rares comme les « On y joue encore » ou les « Je vis des hauts et des bas ».
Techno : Actualité et tests concernant le matériel informatique. On trouve en outre la rubrique « Le tour du périphérique » qui détaille généralement un ou deux accessoires PC ou une sélection de matériel informatique.
À part ça : La grille de Maîtresse Paule Cul (mots croisés), le contenu du Canard PC de la quinzaine suivante, et enfin l'ours contenant généralement une blague, renouvelée pour chaque numéro.
Console Magazine / Encart Console : À la mi-octobre 2011, la rédaction de Canard PC décide de proposer à ses lecteurs une nouvelle formule sans augmentation de prix, cette dernière ajoutant seize pages gratuites sous forme d'un magazine traitant de jeux console et mobile. À la suite d'un changement de maquette en avril 2015, les articles traitant de ces sujets sont intégrés sans distinction dans les pages du magazine.

## Site web
Autrefois présenté comme un blogue nommé Canard Plus, consacré à l'actualité du jeu vidéo, le site a ensuite été, du 16 septembre 2008 au début 2011, organisé autour de dix rubriques, dont une toujours consacrée aux jeux vidéo et reprenant le contenu et les auteurs de Canard Plus. Le site comportait également quelques chroniques de jeux telles qu'elles étaient parues sur le magazine papier, ainsi que plusieurs forums de discussions.[réf. nécessaire]
Le 31 mai 2016, la rédaction de Canard PC annonce sur son site web le lancement d'une campagne de financement participatif sur Kickstarter pour le 7 juin 2016 afin de créer un site Internet de jeux vidéo sans publicités et accessible moyennant un abonnement de 40 € par an. Les abonnés du magazine papier pourront accéder sans frais supplémentaire à cette nouvelle plateforme en ligne. En moins de cinq heures, le projet est finalement entièrement financé.
En 2021, une refonte complète du site est effectuée à la suite d'un nouvelle campagne de financement participatif. L'ergonomie du site est revue et il regroupe désormais toutes les publications associées à Canard PC (jeux vidéo, hardware et jeux de plateaux…) accessibles via un abonnement unique. Les éditions papier sont également disponibles en pdf pour les abonnés.

## Autres publications
- Canard PC Hardware : Magazine à parution trimestrielle traitant du matériel informatique et high-tech.
- Canard PC Hors-série : Parution irrégulières sur des thématiques jeux de plateaux, hardware ou d'autres sujets autour du jeux vidéo.

## Faits d'armes

### Procès gagné contre Heden
En 2008, Canard PC Hardware est attaqué en justice par Heden/PCA, un fabricant d'alimentations électriques d'ordinateur, pour une critique assassine concernant des alimentations qui « ne respectaient pas un certain nombre de normes et se mettaient même à flamber », mais Canard PC Hardware gagne le procès, aidé dans ce processus par l'avocat « Grand Maître B. » chroniquant des rubriques juridiques dans la revue Canard PC aussi avant cette affaire,.

### Crunch Investigation
À partir de janvier 2018, Canard PC lance conjointement avec Mediapart le dossier « Crunch Investigation », une série d'articles d'enquête sur les conditions de travail des salariés dans l'industrie du jeu vidéo, particulièrement en France. Le nom Crunch fait référence au crunch time, succession d'heures supplémentaires en fin de production d'un titre pouvant être particulièrement éprouvantes pour le salarié, et fait également référence à Cash Investigation, une émission d'investigation de France 2.
Le 15 janvier 2018, avec Le Monde et Mediapart, Canard PC publie une enquête sur le studio de développement de jeux vidéo français Quantic Dream. Celle-ci dénonce les méthodes de management de l'entreprise : « une culture d’entreprise toxique, une direction aux propos et attitudes déplacés, des employés sous-considérés, des charges de travail écrasantes et des pratiques contractuelles douteuses »,,. L'enquête est rapidement reprise par la presse internationale,,.
Le 15 février 2018, le magazine évoque la grève des employés du studio Eugen Systems, première grève dans le jeu vidéo en France depuis Eden Games au printemps 2011, pour non-respect de la convention collective Syntec. Un problème similaire de non respect de la convention est signalé chez Dontnod Entertainment. Les deux studios refusent de répondre aux questions de journalistes.

## Rédaction

### Membres actuels
Membres depuis février 2025 :
- Directeur de la publication : Ivan Gaudé (Ivan le Fou)
- Rédactrice en chef : Julie Le Baron (Ellen Replay)
- Journalistes : Ambroise Garel (Louis-Ferdinand Sébum), Olivier Péron (ackboo), Julien Loiseau (Perco), Corentin Benoit-Gonin (Kocobe)
- Conception et premier rédacteur graphique : Thomas Rainfroy (Toto)
- Producteur exécutif de la chaîne : Jean-Ludovic Vignon (Monsieur Chat)
- Rédactrice graphique : Eloïse Garcia
- Publicité : Denis (Denisdenis)
- Secrétaire de rédaction : Sonia Jensen (Maîtresse Paule Cul)
- Assistant de direction : François Provost (Soupape François)
- Dessinateur : Reno

### Anciens membres
Anciens membres de la rédaction,,:
- Ancien directeur : Jérôme Darnaudet (Lord Casque Noir)
- Rédacteurs en chef : Freddi Malavasi (Kahn Lusth), Étienne Rouzet (Omar Boulon)
- Rédacteur en chef adjoint : Théo Dezalay (Izual)
- Journalistes : Emmanuel Denise (Noël Malware), Stéphane Hebert (Fishbone), Threanor, Cécile Fléchon (Maria Kalash), Capt'ain Ta Race, Michael Sarfati (Gana), El Gringo, Émile Zoulou, Guy Moquette, Pierre-Alexandre Rouillon (Pipomantis), Sébastien Delahaye (Netsabes), Laurent Sarfati (Monsieur Pomme de Terre), Bob Arctor, Arthur Rabot
- Canard PC Hardware : Samuel Demeulemeester (Doc Téraboule), Pierre Dandumont (Dandu), Nicolas Aguilla (Oni), Florian Agez (Furolith)
- Rédacteur en chef adjoint Canard PC Hardware : Florian Agez (Furolith)
- Assistante de direction : Pauline Carmet (Pollynette)
- Dessinateur : Didier Couly

Jérôme Darnaudet, alias Lord Casque Noir, est mort le 7 mai 2018 à 49 ans d'un cancer. L'équipe, présents et anciens membres, lui a rendu hommage dans les colonnes de Canard PC et Canard PC Hardware.

## Anecdotes
Laurent Gaudé, prix Goncourt 2004 avec Le Soleil des Scorta et frère d'Ivan Gaudé (Ivan Le Fou), rédige l'éditorial du numéro 50 quelque temps après avoir reçu son prix.